# Thanh Lân
Thanh Lân là một xã thuộc huyện Cô Tô, tỉnh Quảng Ninh, Việt Nam.
Xã Thanh Lân có diện tích 17,12 km², dân số năm 1999 là 753 người, mật độ dân số đạt 44 người/km².
Thanh Lân có vị trí chiến lược quan trọng về quốc phòng, an ninh, cách trung tâm thị trấn Cô Tô 4km (20 phút đi tàu biển) và cách đất liền huyện Vân Đồn gần 50km (khoảng 90 phút đi tàu biển). Đảo Thanh Lân có diện tích 27km2 với khoảng 1.200 người dân đang sinh sống trên đảo.
Nơi đây được ví như một ốc đảo xanh giữa biển của vùng Đông Bắc Việt Nam. Hiện nay, trên đảo có nhiều bãi biển hoang sơ, thơ mộng với mặt nước xanh trong, cát trắng mịn êm, các bãi đá trầm tích có nhiều hình thù lạ mắt.
Cho đến  nay do ít chịu sự tác động của con người nên đảo Thanh Lân vẫn giữ nguyên được vẻ đẹp  tự nhiên, hoang sơ ban đầu. Với nhiều bãi biển như bãi Hải Quân, C76, Tám Cháu (hay bãi Ba Châu/ Bãi Đông)

#### Du lịch
Dịch vụ nhà nghỉ, khách sạn ở Thanh Lân chưa phát triển mạnh. Tuy vậy, du khách đến đây có thể lưu trú tại nhà dân hoặc các bạn trẻ muốn tìm những cảm giác mới thú vị hơn có thể mang theo lều trại để dựng ngay trên bờ biển. 
Tour du lịch lặn ngắm san hô được thiết kế bởi Công ty TNHH Khám phá Cô Tô, có trụ sở tại khu 4, thị trấn Cô Tô, và đã được thử nghiệm từ tháng 9.2022. Chính thức đi vào hoạt động từ ngày 1.4.2023, tour sẽ cho phép du khách lặn ngắm san hô tại ba khu vực ở xã Thanh Lân, huyện Cô Tô: Hòn Chim (2 ha), bãi Vụng Tròn (2 ha) và bãi Ngọc Trai (3 ha).